# Never Gonna Be Alone
Never Gonna Be Alone è un singolo del gruppo rock canadese Nickelback, pubblicato nel 2009 ed estratto dall'album Dark Horse.